# Diane Kurys
Diane Kurys (* 3. Dezember 1948 in Lyon) ist eine französische Filmemacherin und Schauspielerin.

## Leben
Diane Kurys wurde 1948 als Kind russisch-jüdischer Einwanderer in Lyon geboren. Ihre Eltern ließen sich scheiden, als Kurys 6 Jahre alt war. Sie zog mit ihrer Mutter und der Schwester nach Paris, wo sie ein Gymnasium besuchte. Nach dem Abitur begann Kurys eine Theaterkarriere und spielte unter anderem in der Compagnie Renaud-Barrault. Im Jahr 1971 drehte sie ihren ersten Film als Schauspielerin. Ihr erster eigener Film, Die kleinen Pariserinnen (Originaltitel: Diabolo Menthe, 1977), handelte von ihrer Kindheit als Kind geschiedener Eltern und von der Beziehung zu ihrer Schwester. Viele ihrer Filme befassen sich mit autobiographischen Themen, oft spielt dabei die Eltern-Kind-Beziehung oder das Leben von Kindern in problematischen Familienverhältnissen eine Rolle. Ihr neuster Film ist eine Biografie über Françoise Sagan.
Kurys ist verheiratet mit dem Filmemacher Alexandre Arcady, ihr gemeinsamer Sohn ist der Schriftsteller Sacha Sperling.

## Filmografie (Auswahl)
Als Regisseurin und Drehbuchautorin
- 1977: Die kleinen Pariserinnen (Diabolo menthe)
- 1980: Cocktail Molotov
- 1983: Entre Nous – Träume von Zärtlichkeit (Coup de foudre)
- 1987: Leidenschaftliche Begegnung – A Man in Love (Un homme amoureux)
- 1989: Ein Sommer an der See (La baule – Les pins)
- 1992: Nach der Liebe (Après l’amour)
- 1993: Das Liebesdrama von Venedig (Les enfants du siècle)
- 1994: Alice und Elsa – Zwischen Liebe und Haß (À la folie)
- 2003: Je reste!
- 2005: L’anniversaire
- 2008: Bonjour Sagan (Sagan)
- 2013: Für eine Frau (Pour une femme)

Als Schauspielerin
- 1972: Ein charmanter Gauner (Le bar de la fourche)
- 1972: What a Flash!
- 1973: Durch Paris mit Ach und Krach (Elle court, elle court la banlieue)
- 1973: Poil de carotte
- 1975: Mit Rose und Revolver (Les Brigades du Tigre, Fernsehserie, 1 Folge)
- 1976: Fellinis Casanova (Il Casanova di Federico Fellini)
- 1976: F comme Fairbanks
- 1977: Kommissar Moulin (Commissaire Moulin, Fernsehserie, 1 Folge)

## Auszeichnungen
- 1977: Louis-Delluc-Preis für Die kleinen Pariserinnen
- 2017: Ordre des Arts et des Lettres (Komtur)[5]